# 홍콩 입법회 선거

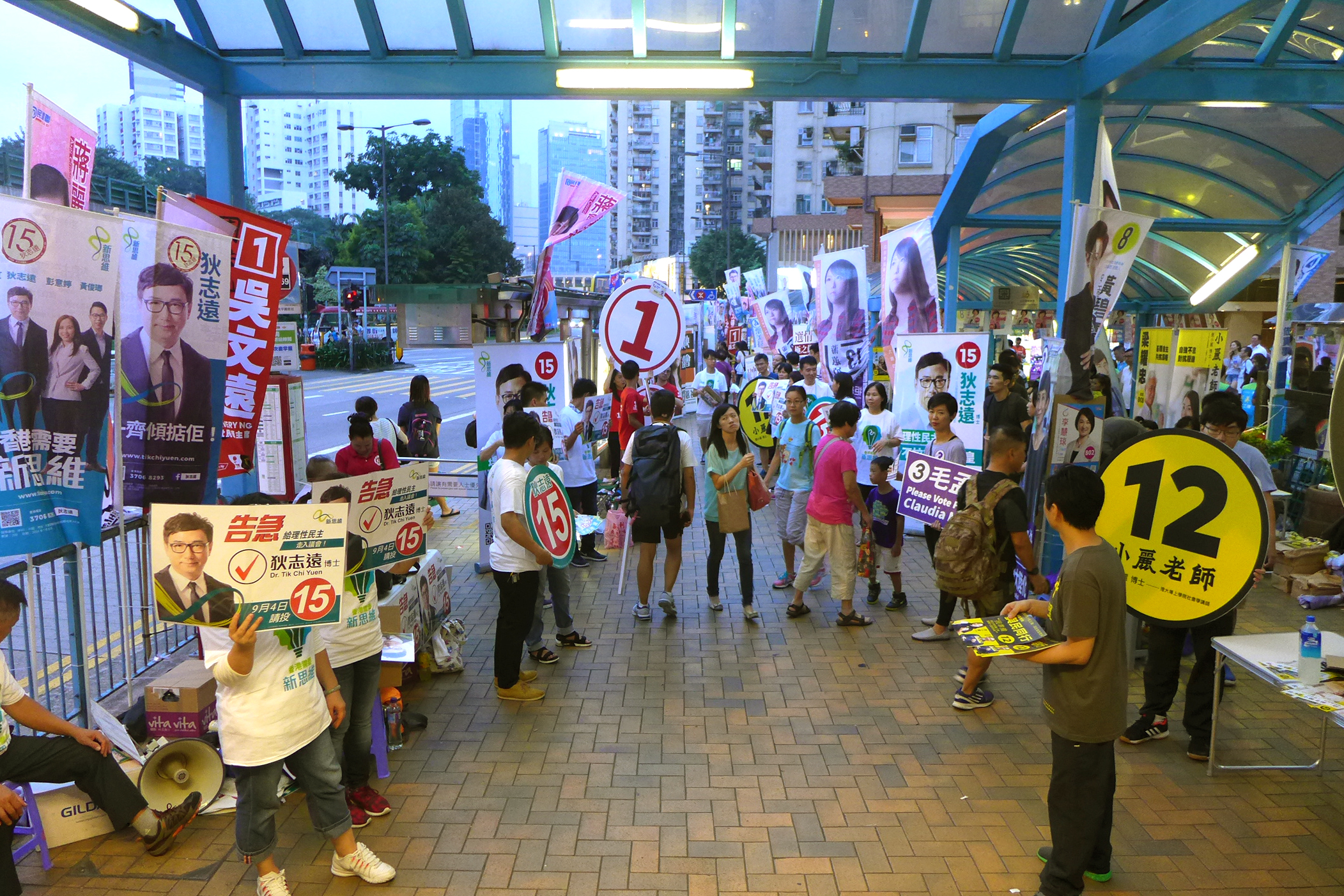

홍콩 입법회 선거는 홍콩 입법회의 회기를 가르는 선거이다.
홍콩 입법회는 홍콩 기본법 제73조에 근거하며, 이 조항에 따라 입법부의 역할을 행사 한다. 홍콩 입법회는 매주 수요일 오후 입법회 빌딩 본회의장에서 소집되어 회기 내내 의정 활동을 한다. 입법부의 회기가 종료될 때 (매 4년)나 홍콩 행정장관이 입법회를 해산하고 새 선거를 치룰 것을 공포한 때에도 소집될 수 있다.
입법회의 의원은 일반적인 의정 활동 외에도 법안에 대한 정밀 조사, 공공지출 조정, 정부의 국정수행 감시 등 위중한 역할을 행사하기도 한다. 입법회에는 정부의 일처리나 정책에 반감을 가진 시민의 항의를 받고 다루는 입법회 시정시스템도 운영하고 있다.
홍콩 입법회의 총선거는 민주주의라고 하기엔 어정쩡한 방식이라는 비판을 받고 있으며, 법을 제정하는 원동력이나 홍콩 사람들의 목소리를 대변하기에 부족하다는 시각이 있다. 1997년 반환 전 영국령이었을 때조차도 입법회는 홍콩의 실질적인 권력으로 큰 권한을 지닌 행정의회 (EXCO)에 비해 할 수 있는 것이 적었다. 1994년 크리스 패튼 총독이 선거 개혁으로 더 많은 홍콩 시민들에게 실질 지역구 선거에 참여할 수 있는 길을 마련하면서 민주주의의 장을 열었다. 그러나 이마저도 1997년 홍콩 반환 후 중국 당국에 의해 없던 일이 되었다.
홍콩의 역대 총선 중에서 지역구 선거인 지구직선로 따지면, 가장 치열했던 선거는 2004년, 2008년, 2012년에 있었다.

## 배경

### 선출 방식
2004년 4월 쩡인취안 당시 홍콩 행정장관은 오는 2007년 홍콩의 행정 장관 선출과 2008년 홍콩 입법회 구성 방식을 개편해야 할 필요가 있는가를 다룬 보고서를 민주건항협진연맹에 제출했다.
2004년 4월 26일, 민건협련 9차 회의에서 보통선거를 도입하지 않는다는 결의문 (전문 보기)을 채택했다. 하지만 질서있고 점진적으로 발전해 나간다는 원칙에 따라 행정장관과 홍콩 입법회의 선출 및 소집 방식에 적절한 개정이 이뤄지도록 하기로 했다. 이후 정부는 정무사사장이 이끄는 특별위원회의 정치 개혁에 관해서 대중의 의견을 수렴하는 절차를 계속했다. 그 결과 정부는 2005년 12월 21일 홍콩 입법회 본회의에서 앞서 언급한 선출 방식 개정에 관한 안건 (전문 보기)을 상정했다.
그러나 이 법안들은 민주파 의원들로부터 민주주의 발전에 진전을 이뤘거나 향상된 부분이 없다는 평가를 받았다. 정부가 법안 통과에 필요한 전체 의석수 3분의 2를 확보하지 못하면서 해당 법안들은 전부 부결됐다. 이로 인해 다음 선거인 2008년에 홍콩 입법회는 원래 있던 홍콩 기본법 부칙 제2항의 적용을 받게 되었는데 그 내용은 다음과 같다.
| “ | ...홍콩특별행정구의 입법회는 각 임기마다 60인의 의원으로 구성한다... - 직능 선거구로 선출된 의원 30인 - 직접선거를 통해 지역 선거구로 선출된 의원 30인... | ” |

### 선거 제도
입법회의 지역구의원 35인은 총 다섯 개의 선거구에서 최대잉여법을 적용한 비례대표로 선출된다.
다른 한편 총 29개에 달하는 직능선거구 중에서 23곳은 소선거구제로 의원을 뽑으며 나머지 중 한 곳 (노동당)은 연기투표 (세 후보 필요), 네 곳은 '특별직능선거구'라 부르며 즉석결선투표제로 의원이 당선된다. 또 마지막 한 곳은 최근에 설치된 선거구로 제2구의회라 부르는데 일반 시민에 의해 2차 투표를 거쳐 다섯 명의 의원을 비례대표제로 뽑는 방식을 취하고 있다.
홍콩의 선거 지역구 체계는 시간이 흐르면서 진화해 왔다. 1991년 최초로 민선이 치러졌을 때에는 2석 2표라는 이름으로 각 선거구마다 두 명의 의원을 뽑는 방식이었는데, 비판이 일자 새로운 선거 방식이 연구되었고 단기 비이양식 투표 제도와 정당명부 비례대표제가 가장 많이 고려됐다. 이를 통한 선거 개혁의 가능성은 거의 실현 직전까지 갔지만, 세부적인 면에서 대중의 호응을 얻지 못하면서 선거개혁 운동은 힘을 잃기 시작했고 결국엔 정부가 최후 선택지로 소선거구제를 택하게 되었다.
홍콩이 중국에게 반환되기 전 마지막 선거였던 1995년 총선에서 민건협련이 전체 득표수의 4분의 1을 차지하고도 직선 의석 중에서 불과 두 석밖에 얻지 못하면서, 소선거구제도 문제점이 있다는 인식이 빠르게 확산됐다. 득표수와는 정반대로 과반 의석을 차지하게 된 민주파는 친중파와 중국 당국으로부터 거센 비난에 시달렸다. 그리고 지난 의회에서 대립했던 두 선거 방식이 다시 의제로 떠오르게 되었다. 1997년 반환 뒤 새로 취임한 둥젠화 행정장관은 취임하고 나서 단기 비이양식 대신 비례대표제를 택했다. 비례대표제로 행정장관 중심의 조직이 강화됐고 이후로는 큰 변화 없이 현재까지 유지되고 있다.

## 후보지명
정당과 개인후보의 명단은 투표일로부터 5주 전을 종료일로 2주간의 기간 동안 정해진다.

### 사전 납부금
각 후보명단은 사전 납부금으로 지역선거구는 5만 달러, 직능선거구는 2만 5천 달러를 내야 한다. 후보명단 (혹은 개인 후보자)가 해당 선거구에서 유효득표수의 3%를 얻지 못하면 사전 납부금은 그대로 귀속된다.

### 선거운동 비용 반환
홍콩 당국은 2004년 총선부터 후보자가 얻은 표당 10달러씩 반환하여, 후보자의 선거 비용 총액의 최대 50%까지 반환시켜주는 리베이트 체계를 마련하고 있다. 선거 비용을 반환받는 기준은, 개인 후보자의 경우 선거에서 당선되었거나 유효 득표수의 3% 이상을 얻었을 때, 후보 명단의 경우 그 중 1인 이상이 당선되었거나 해당 명단이 유효 득표수의 3% 이상을 얻었을 때이다. 후보자는 우편을 통한 홍보자료 발송을 1회 보낼수 있으며, RTHK 방송을 통해 연설 방송을 할 기회도 얻는데 모두 무료이다.  후보의 득표수에 따른 상한치 (2008년 기준 1표당 11달러)를 조건으로 선거에 들어간 비용과 후원금 사이의 차액을 정부가 보조해주도록 신청할 수 있다.

## 유권자 등록
지역구의 유권자가 되기 위해선 다음과 같은 요건들을 갖춰야 한다.
- 홍콩 영구 시민.
- 만 18세 이상의 성인. 등록 신청일인 7월 25일 혹은 구의회 선거가 치러지는 해의 9월 25일 이후를 기준으로 삼음.
- 일반적으로 홍콩 내에 거주하고 있으며 등록 신청서의 거주지 주소는 홍콩이 유일하거나 제1거주지여야 함.
- 홍콩 공인서류를 소지하고 있거나 새로 발급받기로 신청한 경우.
- 그 밖에 입법회법 제542장 31항의 적용으로 자격 미달된 경우에 해당하지 않음.